# Алфред Клебш
Рудолф Фридрих Алфред Клебш (19. јануар 1833—7. новембар 1872) је био немачки математичар, познат по значајним доприносима теорији инваријантности и алгебарској геометрији.

## Ране године
Клебш је 1850. уписао студије математике на Универзитету у Кенигсбергу. Ту је био под утицајем математичке школе Карла Густава Јакобија и његових ученика Лудвига Ота Хеса и Фридриха Рихелота. Јакоби је умро годину дана након што је Клебш постао студент. Франц Ернст Нојман је био главни Клебшов ментор, код кога је Клебш учио математичку физику. Након дипломирања 1854. Клебш је отишао у Берлин где је био учитељ. Тек је 1858. био примљен да ради на Универзитету у Берлину, који је веома брзо напустио и исте године се запослио на Техничкој школи у Калсруеу.

## Клебш-Горданови коефицијенти
На почетку истраживачке каријере у Карлсруеу углавном се бавио проблемима из хидродинамике и теорије еластичности. Напустио је 1863. Карлсруе и отишао у Гисен код Паула Гордана. Почео је да се бави чистом математиком, односно рачунима варијација и парцијалним диференцијалним једначинама. Са Горданом је 1866. заједнички издао велики рад о теорији Абелових функција. Њих двојица су први осмислили Клебш-Горданове коефицијенте за сферне хармонике.

## Алгебарска геометрија
У Гисену је Клебш основао школу алгебарске геометрије и теорије инваријанти. За разлику од Римана, који је у то време користио геометријски приступ Клебш је користио алгебарски приступ геометрији. Његов рад О примени Абелових функција у геометрији (Über die Anwendung der Abelschen Functionen in der Geometrie) сматрали су зачетком модерне алгебарске геометрије.

## Нагла и прерана смрт
Отишао је 1868. у Гетинген. Заједно са Карлом Готфридом Нојманом основао је Математичке анале (Mathematische Annalen), математички истраживачки часопис од огромнога значаја. Умро је изненада 1872. од дифтерије. Његов рад на кривама наставили су његови студенти Макс Нетер и Александар Вилхелм фон Брил.

## Клебшове књиге
- Vorlesungen über geometrie , Тојбнер, Лајпциг, 1876-1891, уредио Фердинанд Линдеман.
- Théorie der binären algebraischen Formen (Тојбнер, 1872)
- Theorie der Abelschen Functionen са П. Горданом (Тојбнер, 1866)
- Theorie der Elasticität fester Körper (Тојбнер, 1862)